# Solmização
Solmização é um sistema utilizado para a leitura de partituras, que atribui e associa uma sílaba distinta a cada nota em uma dada escala musical, independente de sua afinação verdadeira. É um método de reconhecimento auditivo, sistema ou prática de identificar e associar tons musicais a sílabas. É uma técnica usada em várias partes do mundo, com muitas variantes, e no ocidente é mais comum a seguinte sequência de sílabas para designar as notas de uma escala cromática ascendente (segundo o sistema adotado por Kodaly, que veio de Sarah Glover): dó, di, ré, ri, mi, fá, fi, sol, si lá, li e ti. S Já a escala cromática descendente possui 12 notas, se partirmos da nota mais aguda para a mais grave, você terá a escala descendente, e usará bemóis: dó, réb, ré, mib, mi, fá, solb, sol, láb, lá, sib, si.

## Historia e origem da Solmização
O monge beneditino Guido d'Arezzo (c.995-c.1050) desenvolveu o primeiro sistema de solmização, nomeando as notas musicais. Baseou-se no começo das frases de um hino em louvor a São João Batista criando: ut (futuramente dó), re, mi, fa, sol e la.
Ut queant laxis (primeiro nome do Dó)
Resonare fibris
Mira gestorum
Famuli tuorum
Solve polluti
Labi reatum
Sancte Ionnes

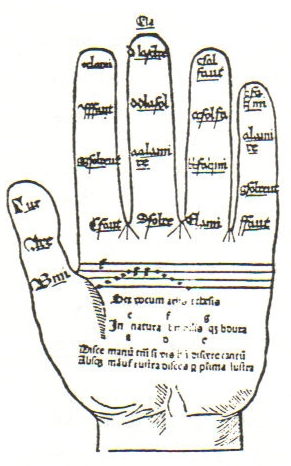
Mão guidoniana

(Tradução: Ó São João, para que possam ressoar as maravilhas dos teus feitos com largos cantos, apaga os erros dos lábios manchados.) 
Ao reparar que cada verso deste hino começava na nota seguinte da escala, aproveitou a primeira sílaba de cada verso como apoio mnemônico. A partir disso, ele desenvolveu um método de leitura e criou um processo de ensino das notas conhecido como Mão Guidoniana que consistia em atribuir a cada articulação dos dedos uma nota diferente. Assim, o professor virava a palma da mão para os alunos e, apontando para as várias articulações, ajudava os alunos a cantar os intervalos indicados. Seu sistema de notação em pauta foi amplamente copiado na Europa ocidental, coexistindo durante algum tempo com as notações neumáticas. 